# Dorfkirche Hohenfinow

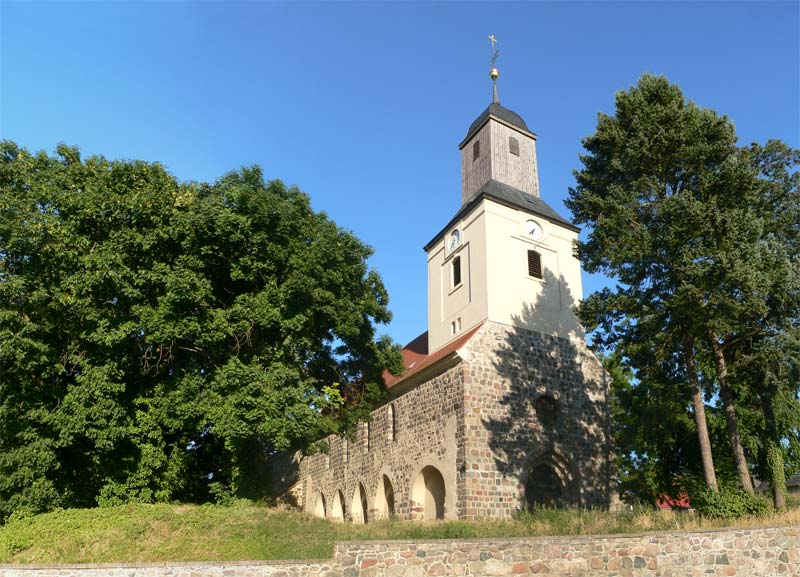
Dorfkirche Hohenfinow

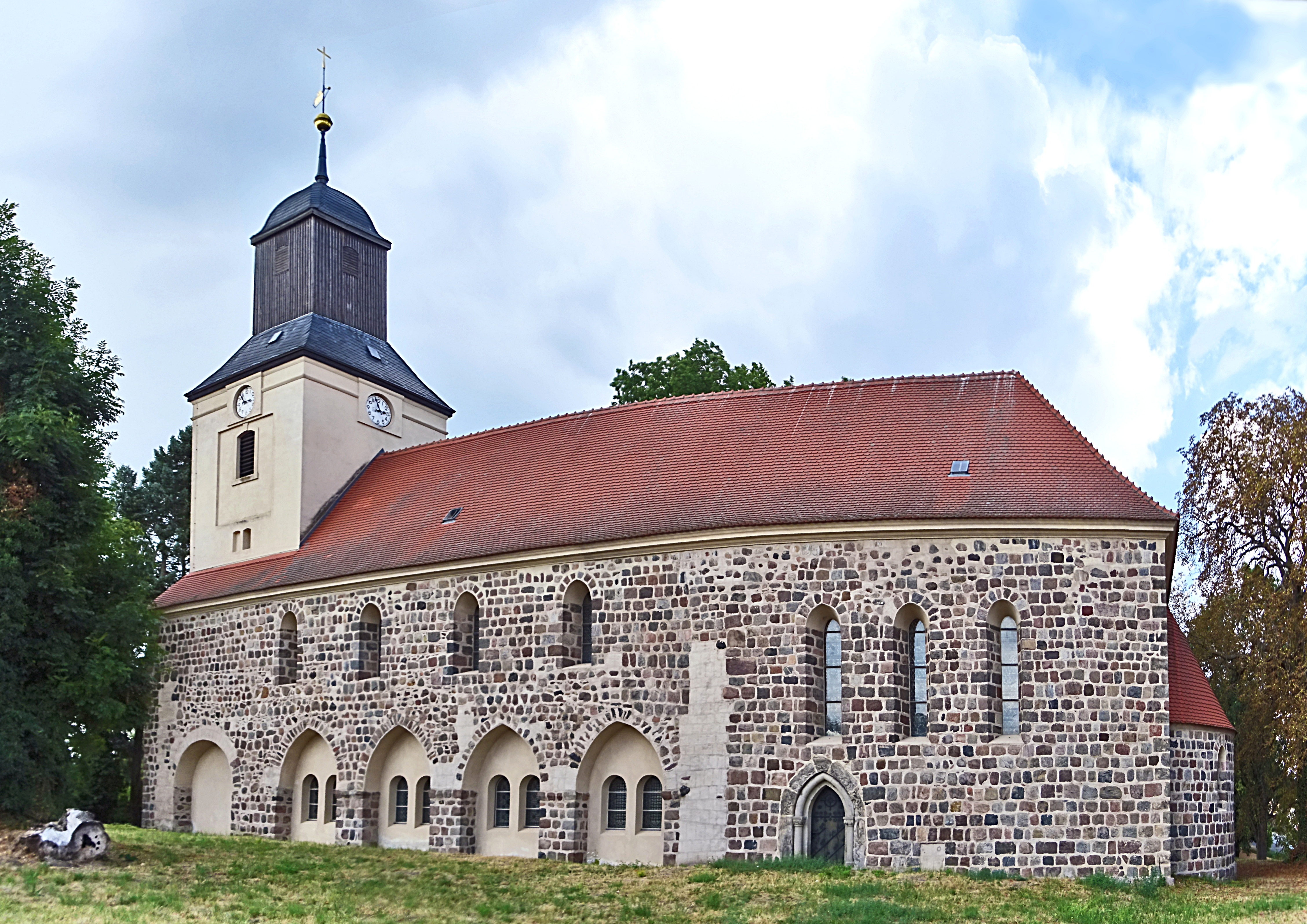
Südostansicht

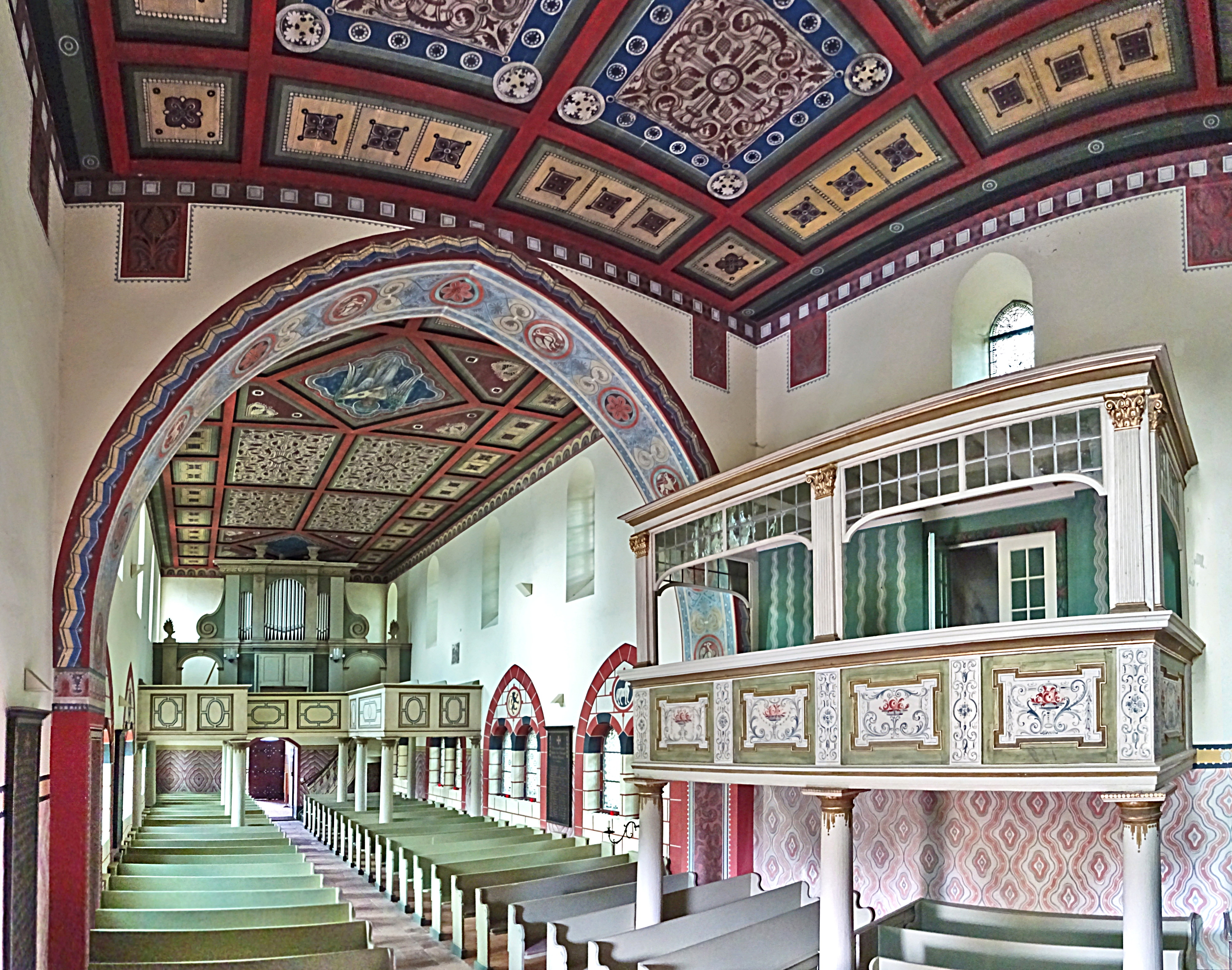
Innenansicht

Die evangelische Dorfkirche Hohenfinow ist eine frühgotische Feldsteinkirche in Hohenfinow im Landkreis Barnim in Brandenburg. Sie gehört zum Pfarrsprengel Falkenberg im Kirchenkreis Barnim der Evangelischen Kirche Berlin-Brandenburg-schlesische Oberlausitz.

## Geschichte und Architektur
Die Kirche ist ein anspruchsvolles Feldsteinbauwerk aus der Mitte des 13. Jahrhunderts. Sie war ursprünglich eine dreischiffige Basilika in der Art von Stadtkirchen mit einschiffigem Chor, Nordsakristei und Apsis sowie einem dreiteiligen Westquerbau. Nach der Zerstörung im Dreißigjährigen Krieg erfolgte gegen Ende des 17. Jahrhunderts eine reduzierte Erneuerung der Kirche. Die Seitenschiffe, die Seitenteile des Westbaus und die Apsis wurden wie in der Dorfkirche Niederlandin abgebrochen. Der verputzte Turmaufsatz mit verbretterter Laterne und Haube stammt aus dem Jahr 1741. In den Jahren 1906 bis 1910 wurde eine neuromanische Erneuerung durch die Firma Lindenberg aus Frankfurt/Main vorgenommen, wobei die Apsis wiedererrichtet wurde. Eine Restaurierung erfolgte in den Jahren 2001 bis 2009 mit Unterstützung der Deutschen Stiftung Denkmalschutz. Dabei wurde die Kirche im Äußeren und Inneren komplett restauriert und mit einer neuen Heizung ausgerüstet.
Im Westen erschließt ein zweifach gestuftes Spitzbogenportal mit einem Kreisfenster darüber die Kirche. Das spitzbogige Chorsüdportal in Kalksteinrahmen mit Reliefrankenfries entstand kurz nach der Mitte des 13. Jahrhunderts, die eingestellten Säulchen in den Jahren 1906 bis 1910. Die vermauerten Spitzbogenarkaden des Schiffs auf Rechteckpfeilern mit gekehlten Kämpfern sind außen sichtbar, unter den Bögen sind kleine, paarige Rundbogenfenster aus der Zeit der neuromanischen Erneuerung angeordnet. Die Obergadenfenster und die Lanzettfenster am Chor entsprechen dem Ursprungszustand. Das Innere ist von der Umgestaltung der Jahre 1906 bis 1910 geprägt: der spitzbogige Triumphbogen ist erneuert, die Apsis ist durch ein halbrundes Spitzkuppelgewölbe überwölbt. Eine bemalte Kassettendecke mit großfigurigen Darstellungen des Pantokrators mit Engeln schließt den Raum ab. Die Einbauten und die Ausstattung wurden in einer dem Stil des jeweiligen Stücks angepassten Fassung versehen. Farbige Glasfenster mit sind mit figürlichen (Apsis) und Wappendarstellungen (Chor) sowie ornamental grisailleartigen Scheiben im Schiff gestaltet.

## Ausstattung

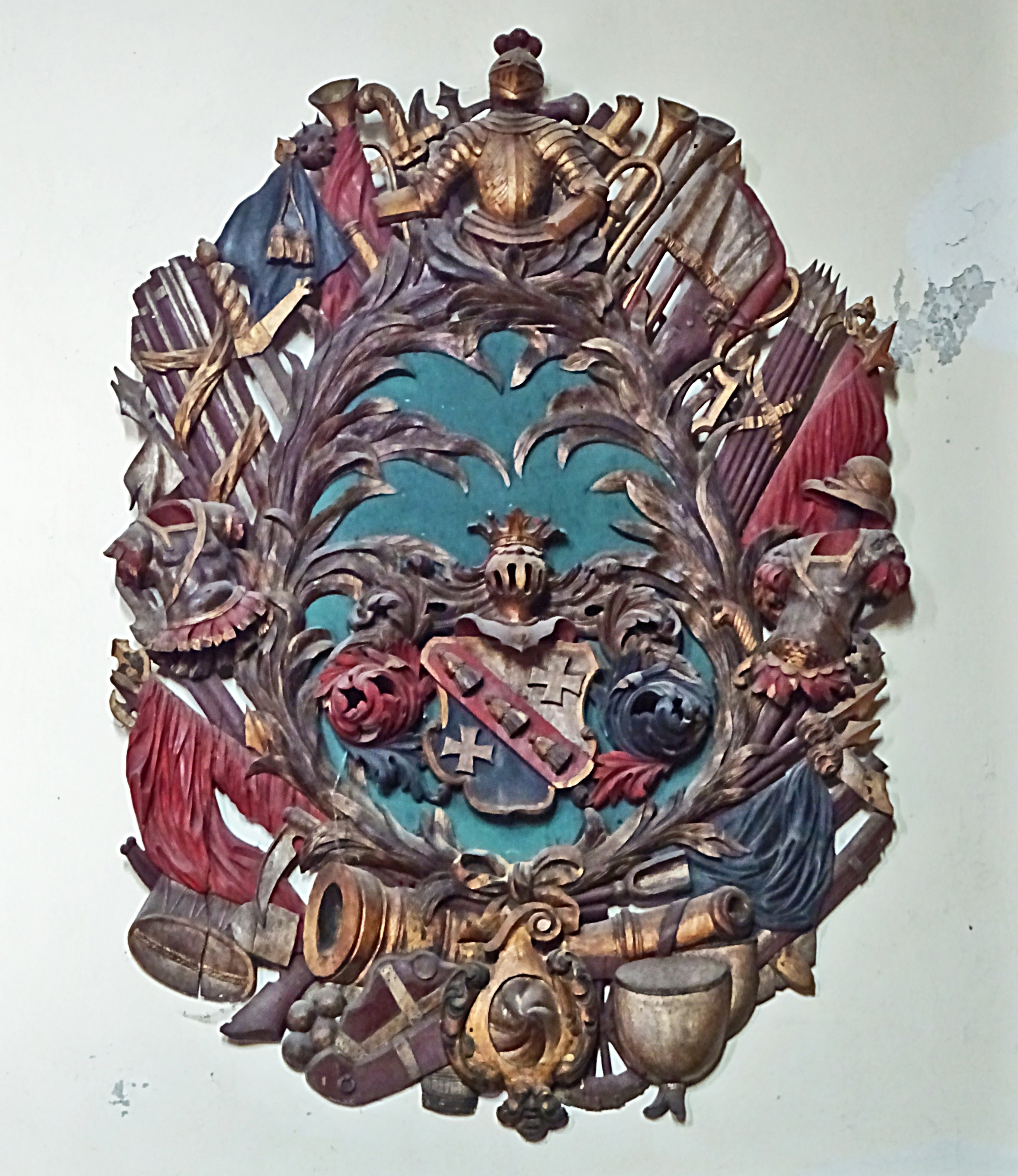
Epitaph von 1687

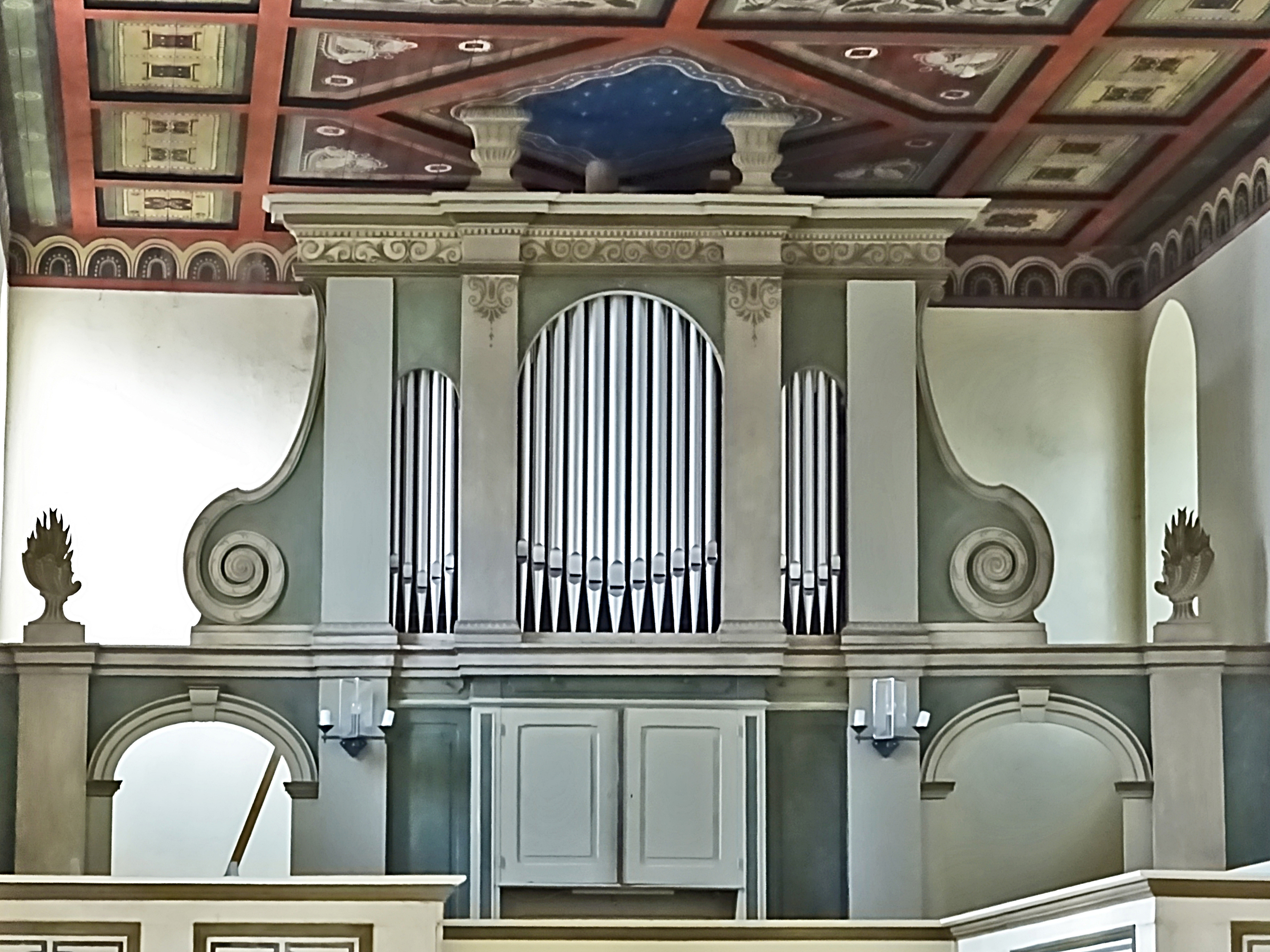
Remler-Orgel

Der neuromanische Sandsteinaltar stammt von 1910, die polygonale hölzerne Kanzel mit kronenförmigem Schalldeckel und Aufgang von 1753. Der klassizistische Taufständer aus Holz wurde in der Mitte des 19. Jahrhunderts geschaffen. 1727 entstand die Patronatsloge an der Chornordwand mit korinthischen Pilaster. Die Hufeisenempore auf toskanischen Säulen wurde 1910 erneuert. Der ehemalige Altaraufsatz von 1727 wurde zum Orgelprospekt umgebaut. Ein hölzernes Epitaph mit Trophäenschmuck stammt von 1687. Die Sakristeitür mit schmiedeeisernen Beschlägen wurde im 15. Jahrhundert geschaffen.
Die Orgel ist ein Werk von Wilhelm Remler aus dem Jahr 1887 mit 15 Registern auf zwei Manualen und Pedal, das 2009 von der Eberswalder Orgelbauwerkstatt restauriert wurde.

## Trivia
Am 14. Mai 1914 fand in der Kirche der Trauergottesdienst für Martha von Bethmann Hollweg statt, unter den Trauergästen befanden sich Detlev von Bülow, Johann von Dallwitz und Arnold Wahnschaffe.